# Livengood
Livengood est une localité d'Alaska aux États-Unis appartenant à la Région de recensement de Yukon-Koyukuk. Sa population était estimée à 13 habitants en 2010.
Elle est située à 80 km au nord-ouest de Fairbanks sur la Dalton Highway à sa jonction avec l'Elliott Highway.
Les températures moyennes y sont de −30 °C à −19 °C en janvier et de 10 °C à 22 °C en juillet.
De l'or a été découvert là le 24 juillet 1914 dans le ruisseau Livengood, par N.R. Hudson et Jay Livengood. Le village avait été créé près de leur zone de prospection comme camp d'hiver pour les opérations minières, et de nombreux autres chercheurs les y ont rejoints. La poste a ouvert de 1915 à 1957.
Les quelques habitants qui résident à Livengood actuellement sont pour la plupart d'entre eux retraités, ou exercent une activité de service sur les deux routes qui desservent le village.

## Démographie
| 1920 | 1930 | 1940 | 1950 | 2000 | 2010 |
| ---- | ---- | ---- | ---- | ---- | ---- |
| 131  | 22   | 153  | 40   | 29   | 13   |